# Jeanne Vanderveken-Van De Plas
Jeanne Vanderveken - Van de Plas (Mechelen, 10 juli 1906 - 20 december 1992) was een Belgisch volksvertegenwoordiger.

## Levensloop
Jeanne Van de Plas, echtgenote Vanderveken, was actief bij de Socialistische Vooruitziende Vrouwen.
Ze werd in 1954 socialistisch volksvertegenwoordiger voor het arrondissement Brussel en vervulde dit mandaat tot in 1965. In 1966 werd ze opnieuw volksvertegenwoordiger, tot in 1968.